# Елхово
Е́лхово (болг. Елхово) — город в Болгарии. Находится в Ямбольской области, входит в общину Елхово. Население составляет 9422 человек (2023).
В Елхово расположен один из двух буферных центров, через которые переселяли украинских беженцев в конце мая — начале июня 2022 года из приморских гостиниц на базы отдыха в горных районах Болгарии. Через центр прошло 634 человека, во время пребывания в центре они жаловались на нехватку питьевой воды и подходящей для детей еды. Переселение связано со сменой туристских сезонов: гостиницы на зимних курортах летом пустуют, в то время как места на побережье становятся востребованными.

## Политическая ситуация
Кмет (мэр) общины Елхово — Петыр Андреев Киров (коалиция партий: Граждане за европейское развитие Болгарии (ГЕРБ), Демократы за сильную Болгарию (ДСБ), Земледельческий народный союз (ЗНС), Союз демократических сил (СДС), Союз свободной демократии (ССД)) по результатам выборов.

## Религия
Основная религия: восточное православие. В городе есть православный храм — церковь Святого Димитрия Салоникского. Город Елхово и весь муниципалитет Елхово входят в состав Тополовградской епархии, которая, в свою очередь, входит в состав Сливенской митрополии.
В городе также есть пятидесятническая церковь, которая находится по адресу: улица Зелязко Петкова, 25 и входит в состав СЕПЦ.

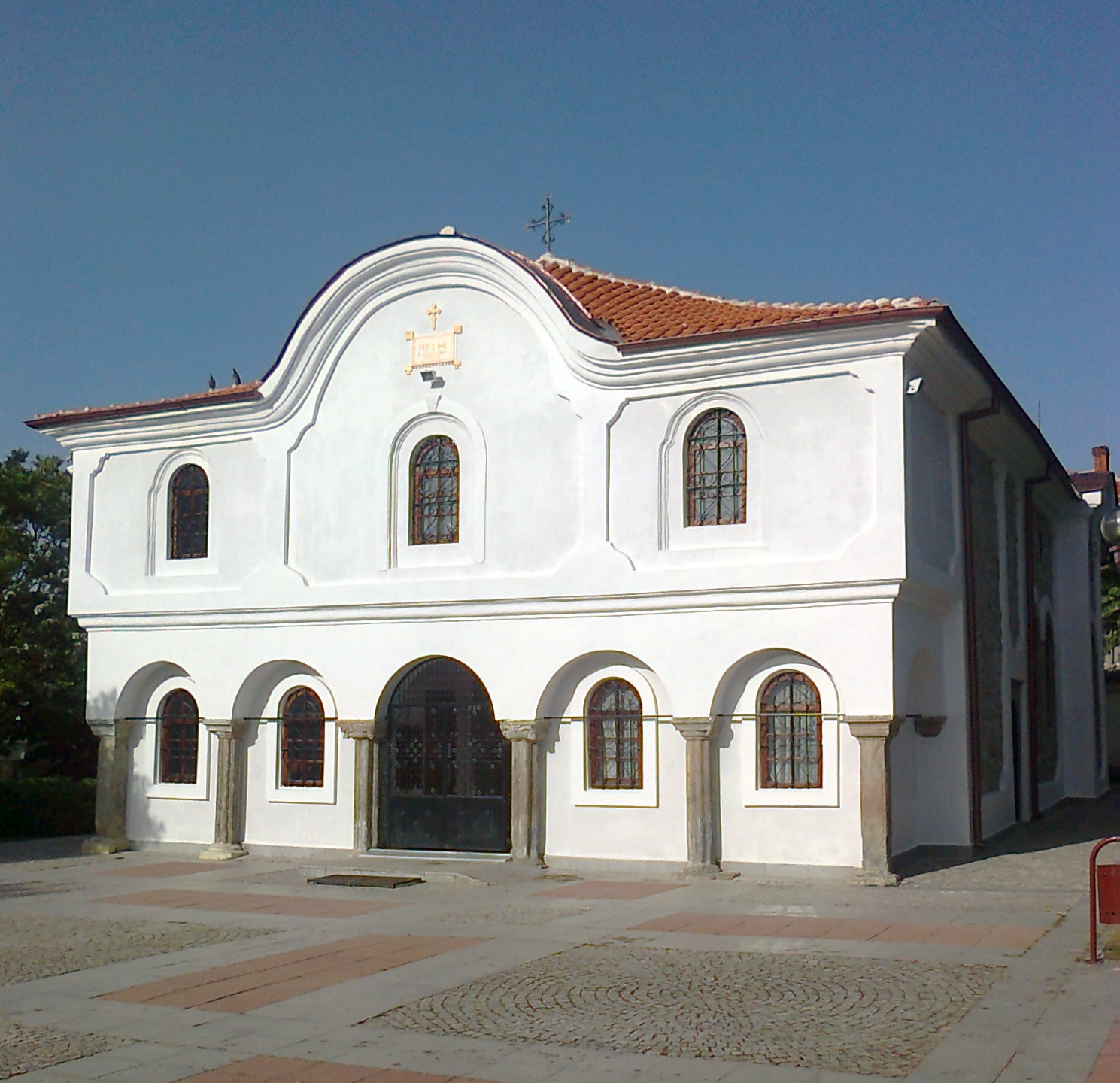
церковь Святого Димитрия Салоникского
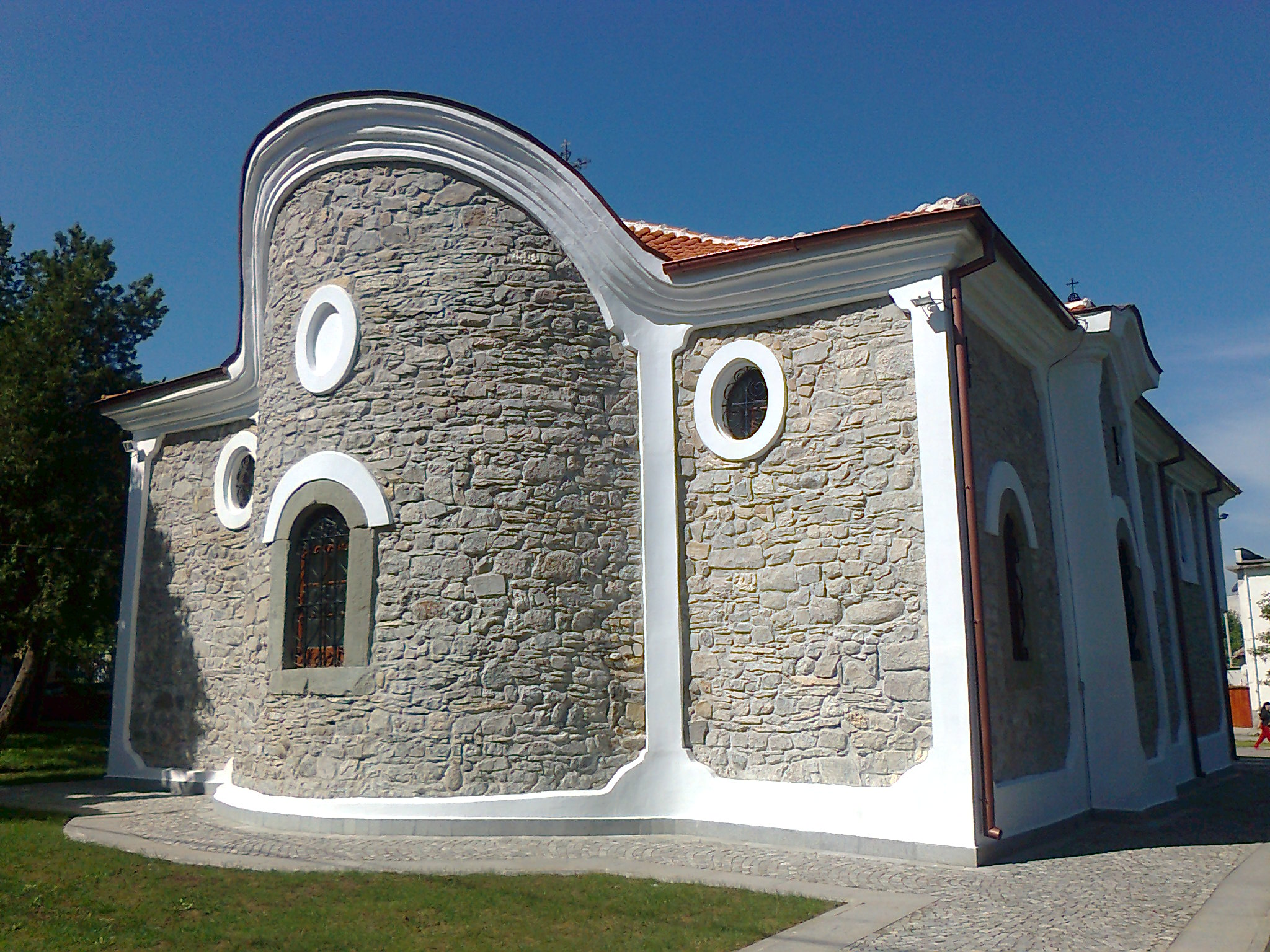
Апсида храма Святого Димитрия Салоникского

## Галерея

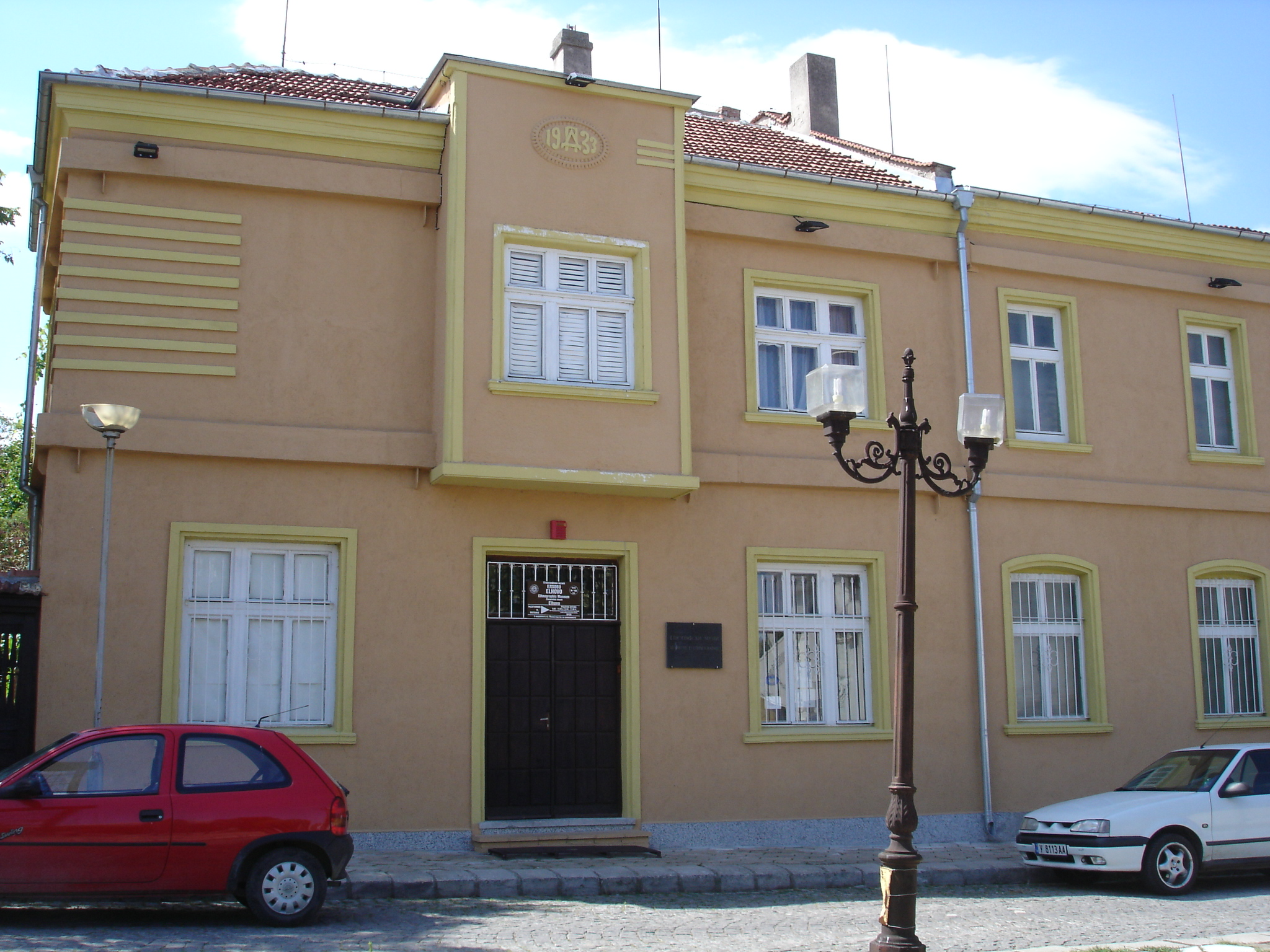
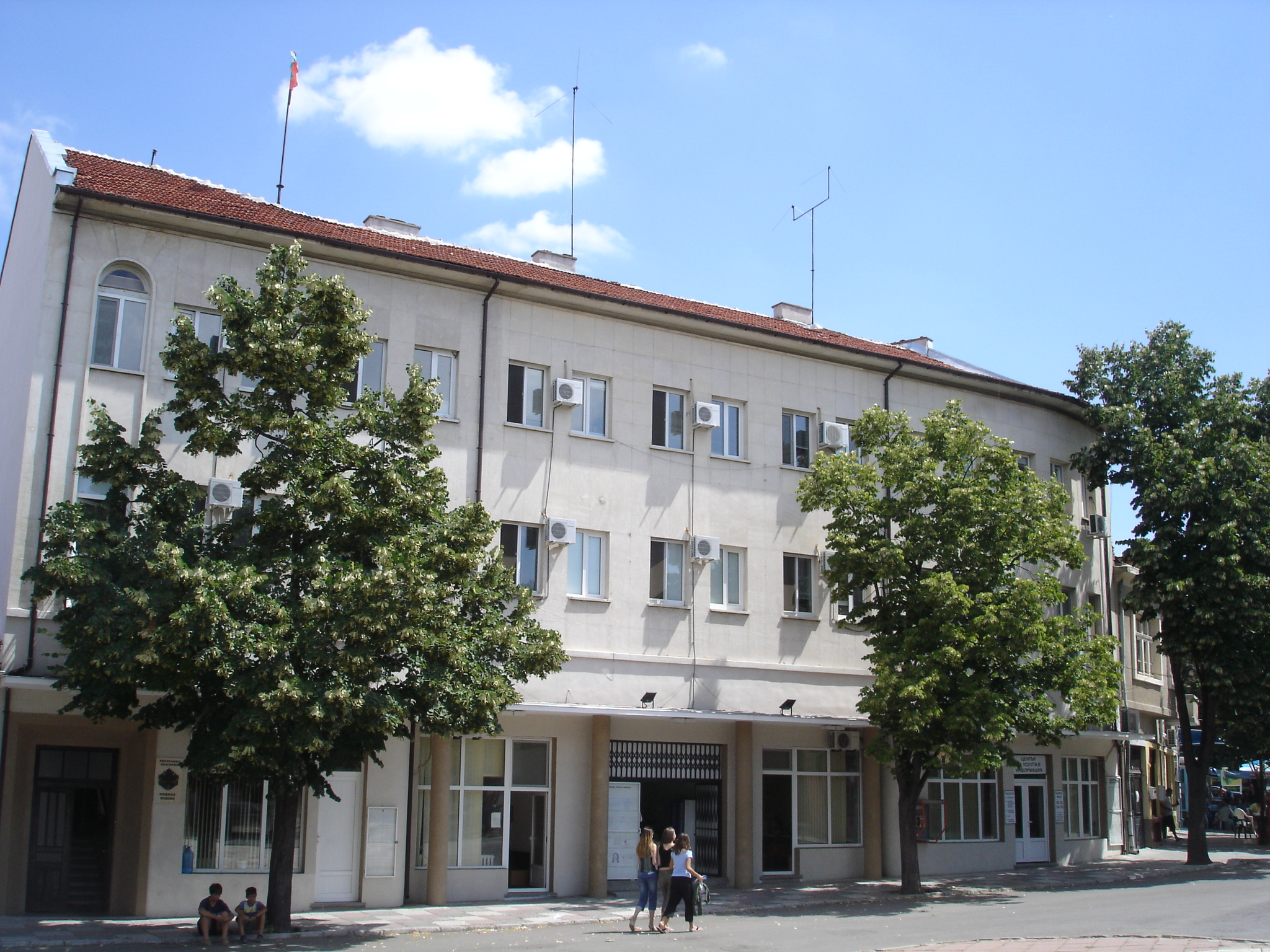
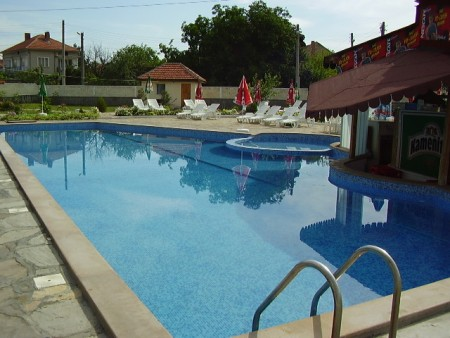
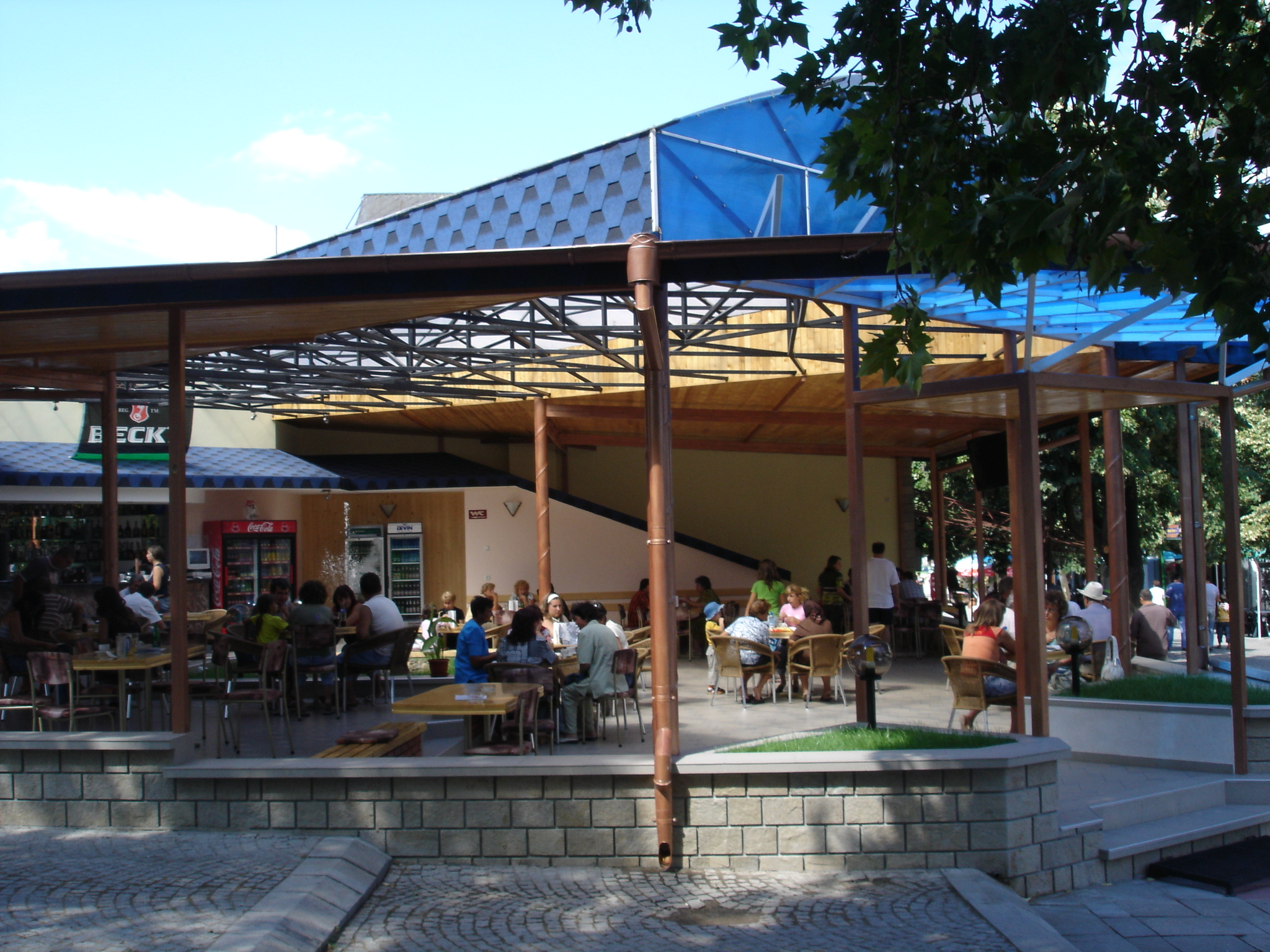